# IC 3057
IC 3057 ist ein inexistentes Objekt, welches der Astronom DeLisle Stewart im April 1900 fälschlich als IC-Objekt beschrieb. Vermutet wird eine defekte Photoplatte.